# 蒂耶河畔伊斯
蒂耶河畔伊斯（法語：Is-sur-Tille，法語發音：[is syʁ tij]），法国东北部城市，勃艮第-弗朗什-孔泰大区科多尔省的一个市镇，隶属于第戎区，其市镇面积为22.53平方公里，2022年1月1日时人口数量为4,308人，在法国城市中排名第2,497位。
蒂耶河畔伊斯位于科多尔省东北部，是一个区域性的中心城市，历史上为一个铁路枢纽，现代通过区域通勤列车与第戎市区连接。

## 地名来源

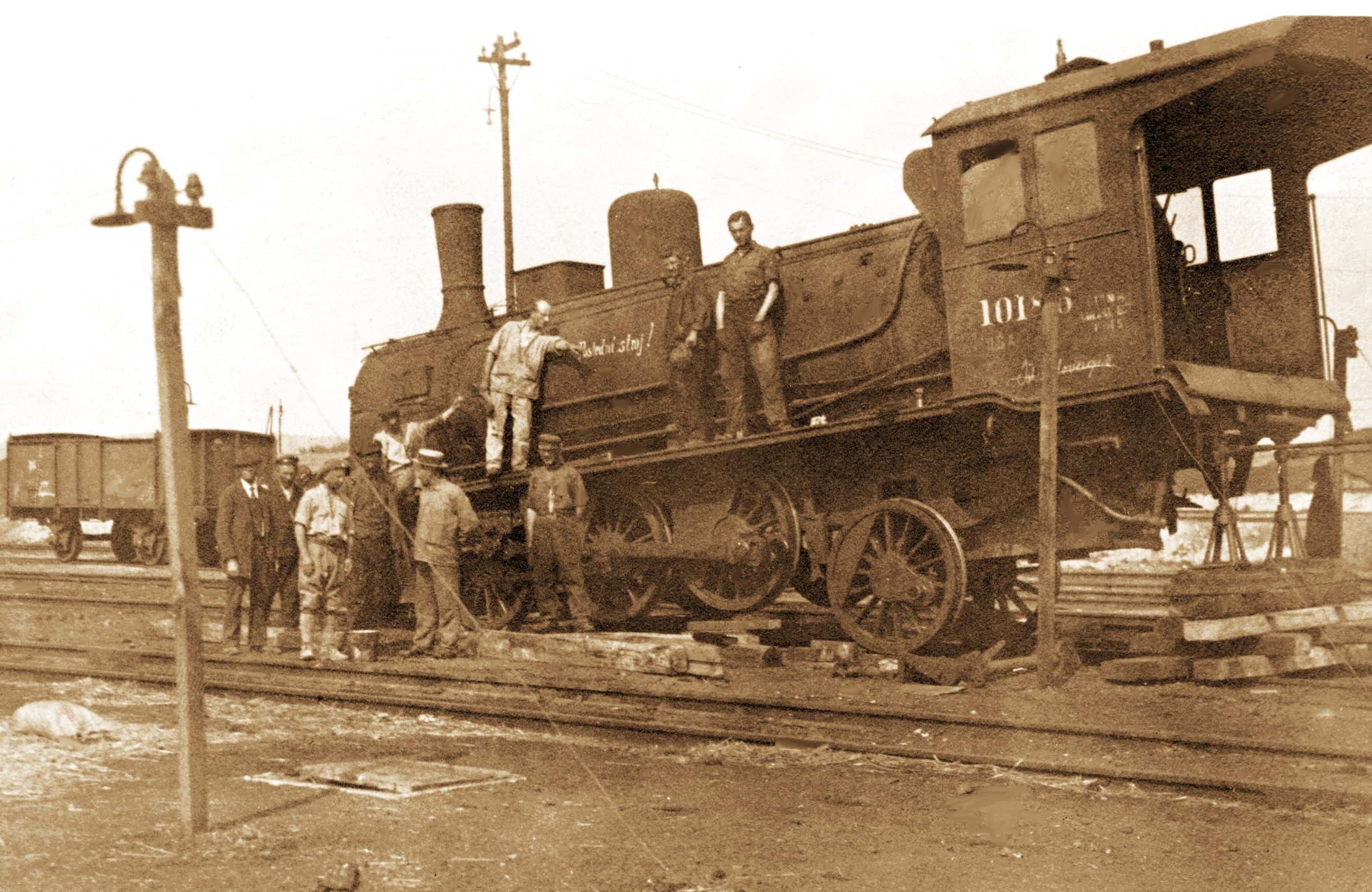
1919年蒂耶河畔伊斯的一个机车修理厂

“伊斯”一名可能来源于凯尔特语，意为“河流”。

## 历史
蒂耶河畔伊斯历史上长期为一个普通市镇。法国大革命后，蒂耶河畔伊斯成为科多尔省的一个市镇，并在1800年以前为该省的一个地区行署。
工业革命期间，蒂耶河畔伊斯成为一个铁路枢纽，当地出现了机车修理厂，并逐渐成为一个区域性的中心市镇。

## 地理

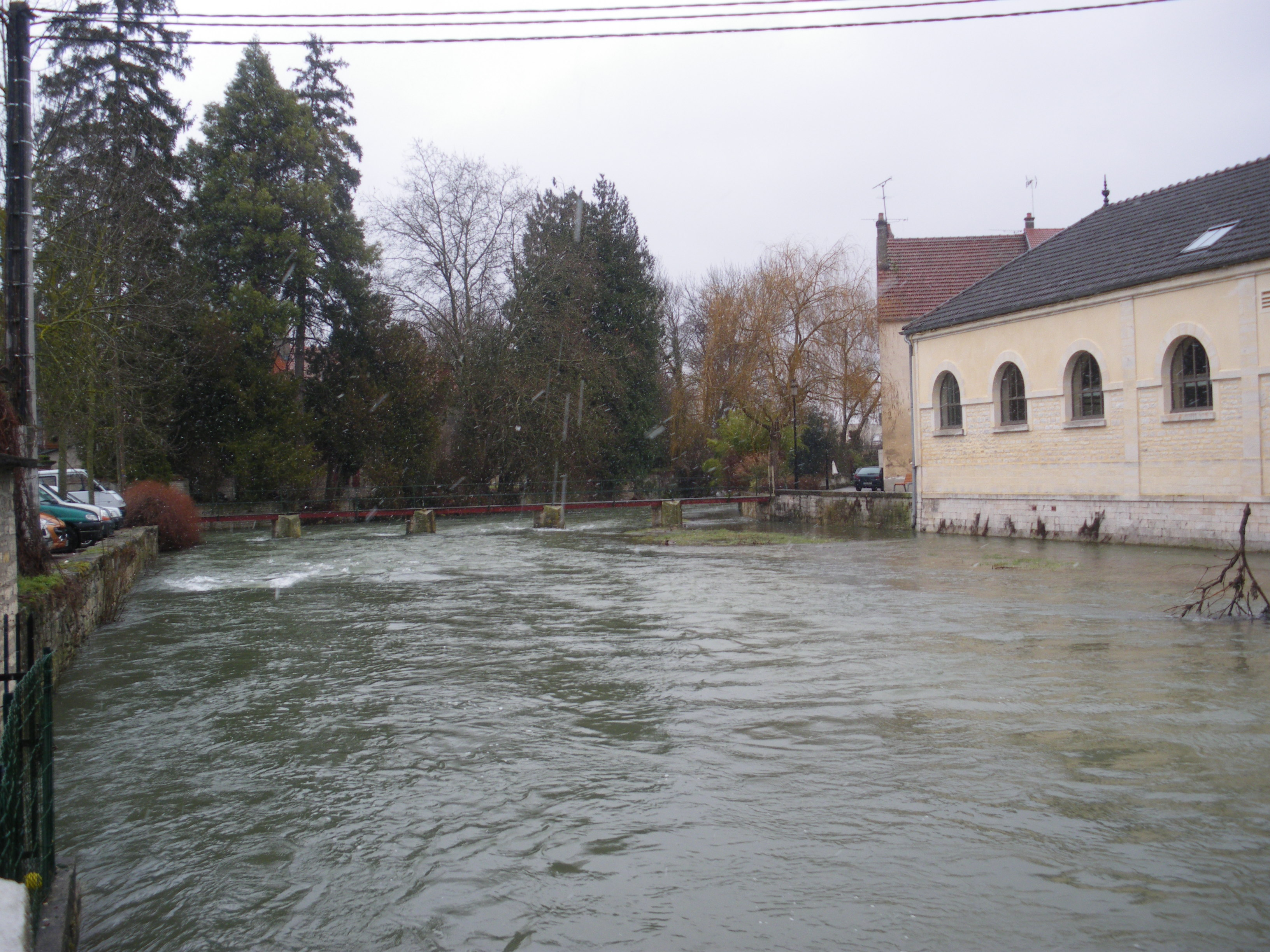
流经蒂耶河畔伊斯境内的伊尼翁河

蒂耶河畔伊斯位于法国东部偏北，勃艮第-弗朗什-孔泰大区中北部和科多尔省东北部，距离省会第戎大约26公里。与蒂耶河畔伊斯接壤的市镇包括：蒂耶河畔马雷、迪耶奈、索勒迪克、蒂勒沙泰勒、蒂耶河畔维耶、谢涅、蒂耶河畔克雷塞、埃什瓦讷、蒂耶河畔马西伊。

### 地形
蒂耶河畔伊斯位于科多尔与朗格勒高原交汇处，境内以平缓丘陵为主，市中心地势较为平坦，海拔在262到408米之间。

### 水文
蒂耶河自西向东流经境内，该河是索恩河的支流，属于罗讷河流域。

### 植被
蒂耶河畔伊斯属于温带落叶林区，绿地广泛分布于河流两岸以及市区北部的山地上。

### 气候
蒂耶河畔伊斯在柯本气候分类法中属于温带海洋性气候，但因其海拔相对较高，加之距离海岸线较远，故又呈现出一定的大陆性特征。

## 行政区划
蒂耶河畔伊斯是法国勃艮第-弗朗什-孔泰大区科多尔省的一个市镇，编号为21317。蒂耶河畔伊斯隶属于第戎区和科多尔省第四选区，管理蒂耶河畔伊斯县，同时也是蒂耶-伊尼翁河谷市镇公共社区的办公驻地。
法国国家统计与经济研究所（简称）在进行数据统计时，将蒂耶河畔伊斯及相邻蒂耶河畔马西伊设为蒂耶河畔伊斯城市核心区，并将包括核心区在内的周边共290个市镇划为第戎城市区。还将蒂耶河畔伊斯市镇设为一个整体“块区”（IRIS）。

## 交通

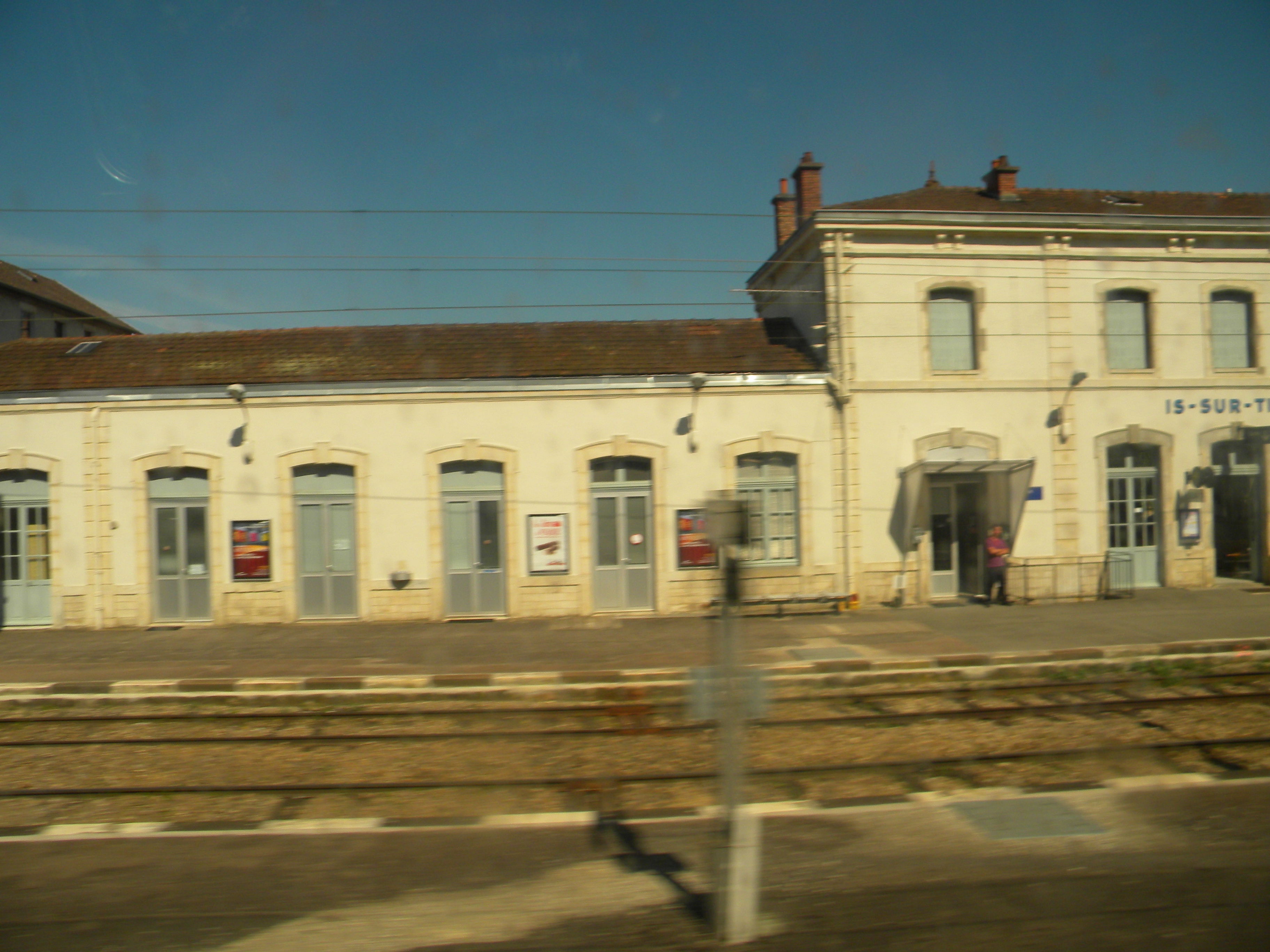
蒂耶河畔伊斯火车站

### 公路
多条科多尔省省道在蒂耶河畔伊斯境内交汇，勃艮第-弗朗什-孔泰大区下属的城际客运提供巴士线路，可前往周边部分市镇。
2017年，78.3%的蒂耶河畔伊斯家庭拥有至少一辆的私人汽车。2018年，蒂耶河畔伊斯境内共发生各类交通事故2起，造成2人受伤。

### 铁路
蒂耶河畔伊斯位于第戎－蒂耶河畔伊斯和蒂耶河畔伊斯－屈尔蒙-沙朗德雷两条运营中铁路的交汇处。蒂耶河畔伊斯站位于市区东部的蒂耶河畔马尔西伊境内，停靠往返于肖蒙和第戎一线的区域列车，部分车次可前往莱洛姆-阿莱西亚、特鲁瓦、南锡以及兰斯。

### 航空
距离蒂耶河畔伊斯最近的民用航空站为多勒机场，距离蒂耶河畔伊斯市中心的公路里程约72公里。

### 城市公共交通
蒂耶河畔伊斯境内暂无城市公共交通。

## 政治

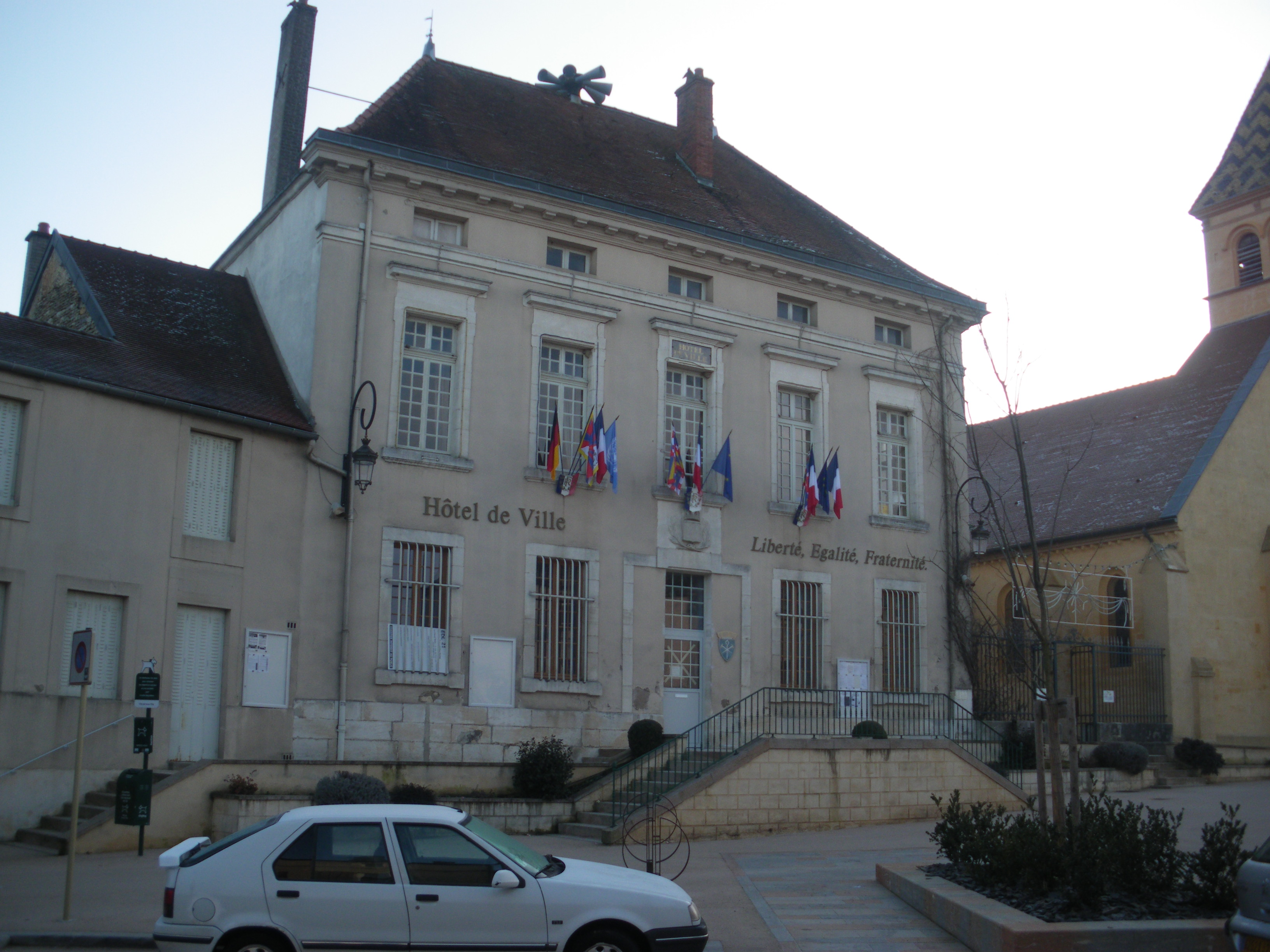
蒂耶河畔伊斯市政厅

蒂耶河畔伊斯的现任市长为蒂耶里·达尔凡先生（Thierry Darphin），他是一名右翼无党派人士，在2020年的市政选举中获得了73.76%的支持率。
在2017年的法国总统大选中，法国第25任总统埃马纽埃尔·马克龙在蒂耶河畔伊斯获得了63.39%的支持率。

## 人口
2017年，蒂耶河畔伊斯市镇人口数量为4,402，在法国排名第2,497位。其中男性2,069人，女性2,333人，75岁及以上人口占9.5%，外籍人口数量为834人，人口密度为195人/平方公里，当地男性居民被称为或，女性居民被称为或（女性）。2018年，蒂耶河畔伊斯境内出生40人，死亡人口55人。
| 年份   | 1936  | 1946  | 1954  | 1962  | 1968  | 1975  | 1982  | 1990  | 1999  | 2006  | 2011  | 2016  | 2018  |
| ------ | ----- | ----- | ----- | ----- | ----- | ----- | ----- | ----- | ----- | ----- | ----- | ----- | ----- |
| 人口數 | 2,850 | 2,575 | 2,585 | 2,568 | 3,448 | 3,770 | 4,200 | 4,050 | 3,926 | 3,824 | 4,339 | 4,413 | 4,406 |

## 经济
蒂耶河畔伊斯是一个区域性的中心城市，当地共有各类用人单位533家，平均历史为18年，其中99.37%为中小型企业（PME）。（公路物流）、（塑料制品）及（房屋密封）是当地2019年营业额最高的三个企业，分别为48,503,280欧元、20,618,480欧元和8,752,890欧元。

## 财政收入
2019年，蒂耶河畔伊斯的财政收入总额为3,788,010欧元，财政支出总额为3,503,360欧元，当年的债务总额为1,507,960欧元。
2015年，蒂耶河畔伊斯的人均月收入总额为2,347欧元，其中高级职员为4,182欧元，中级职员为2,561欧元，普通职员为1,851欧元。
2017年，蒂耶河畔伊斯境内的青壮年（15至64岁）失业率为15%，当地48.5%的家庭拥有纳税资格。

## 社会事务

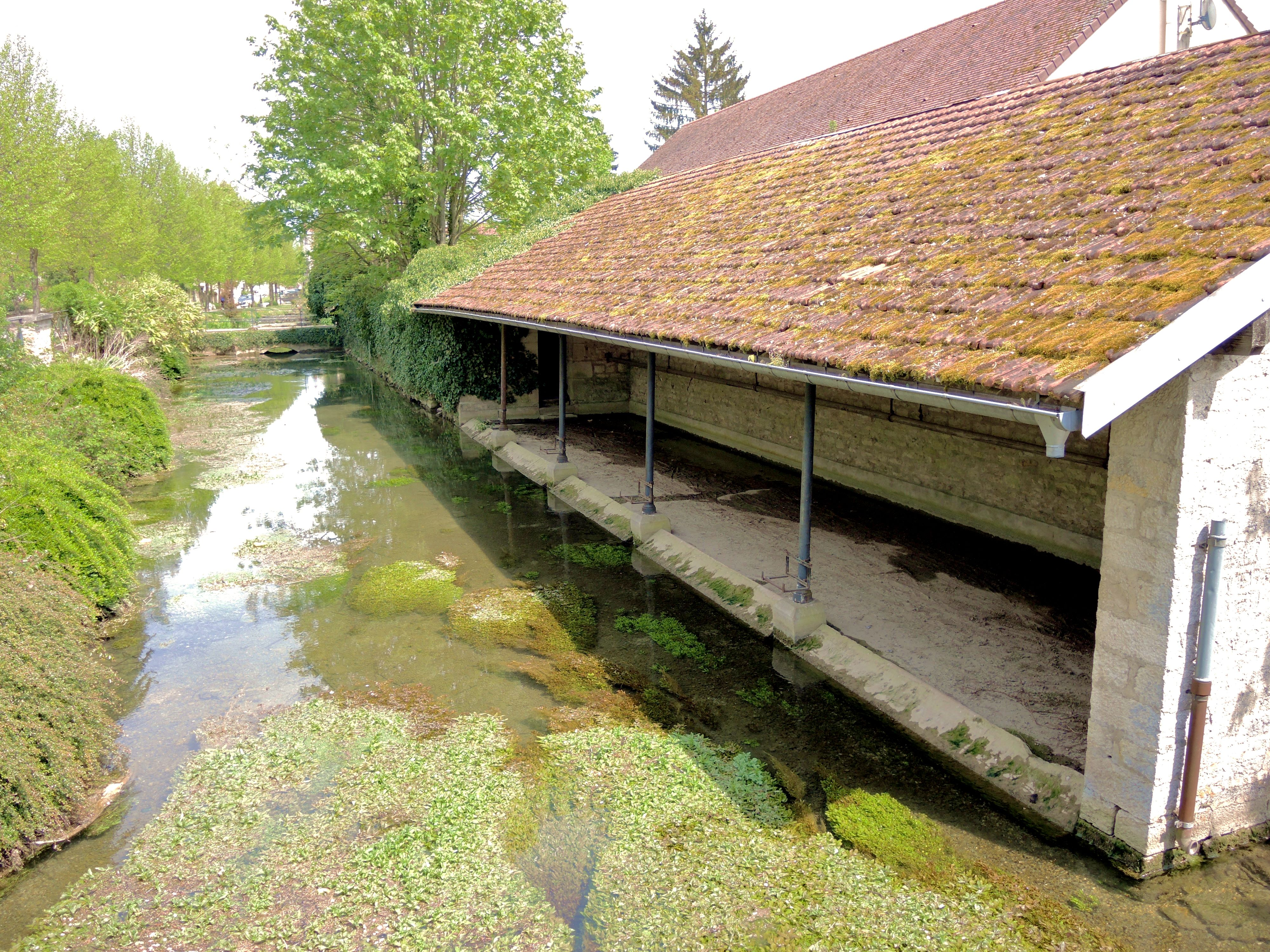
历史建筑

### 教育
蒂耶河畔伊斯属于第戎学区。截止2019年1月1日，蒂耶河畔伊斯境内共有1所幼儿园、2所小学和1所初级中学。2018至2019学年度，蒂耶河畔伊斯境内共有在校中等教育阶段学生716名。

### 医疗
截止2019年1月1日，蒂耶河畔伊斯境内共有全科医生8名、保健师9名、牙医5名、护士10名、助产士1名和儿科医生1名。境内共有药房3家、养老院1家、残疾人帮扶中心2家。
蒂耶河畔伊斯中心医院（Centre Hospitalier d'Is-sur-Tille）是法国的一个区域性医疗机构，其主病区位于蒂耶河畔伊斯市区，设有床位151个，是当地规模最大的公立综合性医院。

### 住房
2017年，蒂耶河畔伊斯境内共有各类住房1,982套，其中68.4%为独立式居民区，31.5%为集中式居民区。常住房屋占蒂耶河畔伊斯市镇范围内居民建筑总量的91.4%。

### 商业
2019年，蒂耶河畔伊斯境内共有各类实体商铺132家，其中餐厅14家、大型超市6家、杂货店1家、面包房4家、肉铺2家、书店3家、装饰品店1家、银行门店6家、美容美发店10家、汽车维修店10家。市区X部建有大型开放式商业街区。

### 体育
2019年，蒂耶河畔伊斯境内共有1家游泳池、2间体育馆、1座综合体育场、5处网球场、3处马术场、4处足球或橄榄球场以及1处篮球或排球场。
伊斯-瑟隆热俱乐部是当地的一支足球队，成立于2018年，2020至2021赛季参加法國全國丙組聯賽。

### 环境
蒂耶河畔伊斯的环境事务由其所属的公共社区负责。2019年，蒂耶河畔伊斯境内共有2家污染企业。

### 治安
2019年，蒂耶河畔伊斯市镇范围内有1处宪兵队。
2014年，蒂耶河畔伊斯及附近地区共发生各类案件1,502起，其中盗窃类案件893起，经济类案件172起，毒品交易类案件127起。

## 文化

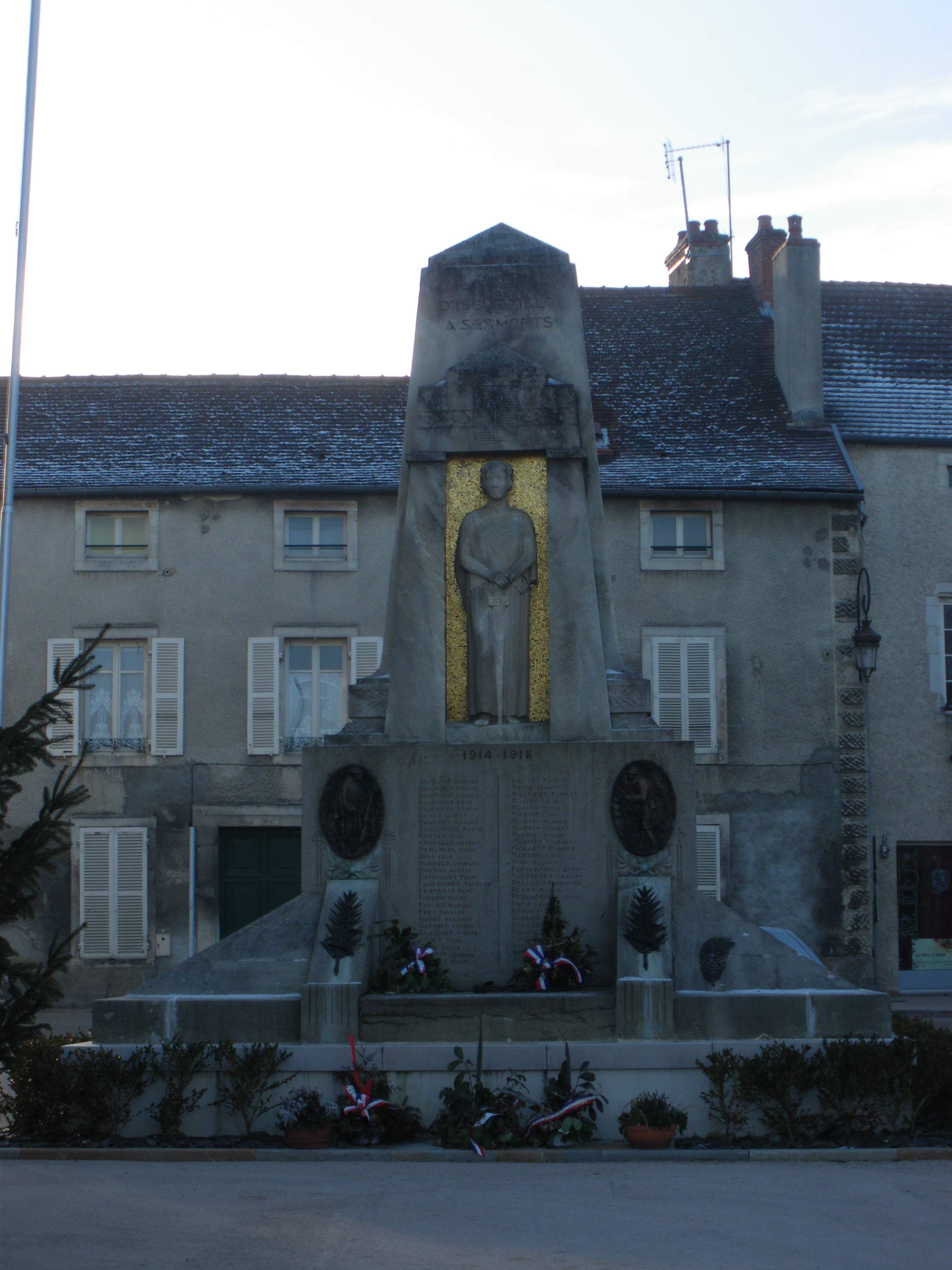
蒂耶河畔伊斯遇难者纪念碑

2019年，蒂耶河畔伊斯境内暂无任何文化设施。

### 建筑
蒂耶河畔伊斯境内有多处法国国家文物保护单位，其中伊斯-格朗塞天主教堂（Paroisse Is-Grancey）是当地的代表性建筑物。

### 旅游
蒂耶河畔伊斯的旅游事务由其所属的公共社区负责。2020年，蒂耶河畔伊斯境内共有1家宾馆共计10间房间。

### 媒体
法国主要的媒体均可在蒂耶河畔伊斯接收，法国电视三台下属的勃艮第-弗朗什-孔泰大区频道在部分时段播出蒂耶河畔伊斯所属区域的地方新闻。

## 相关人物
法国雕塑家乔治·塞拉兹出生于蒂耶河畔伊斯。

## 友好城市
截至2021年2月，蒂耶河畔伊斯共与一座城市互为友好城市关系：
- 德国 瓦尔德莫尔